# Lily Aldridge
Lily Maud Aldridge, född 15 november 1985 i Santa Monica, Kalifornien, är en amerikansk fotomodell som är känd för att ha arbetat som modell för Victoria's Secret.